# Polydesma sagulata
Polydesma sagulata is een vlinder uit de familie spinneruilen (Erebidae). De wetenschappelijke naam is voor het eerst geldig gepubliceerd in 1875 door Wallengren.
De soort komt voor in tropisch Afrika.